# Gustau Nerín
Gustau Nerín i Abad (Barcelona, 1968) es un antropólogo e historiador especializado en el estudio del colonialismo español en África, cuya tesis doctoral fue dirigida por Paul Preston. Es miembro del Centro de Estudios Africanos de Barcelona.
Ha sido profesor en la Universidad Nacional de Guinea Ecuatorial, en el Centro Asociado de la UNED de Bata, el Centro Cultural de España en Bata y a la Universidad de Montpellier. Actualmente ejerce como profesor en la Universidad de Barcelona.
Fruto de sus experiencias de cooperación surge Blanco bueno busca negro pobre.
Ha criticado a los pseudohistoriadores del Institut Nova Història, concretamente su pretensión de que Miguel de Cervantes era catalán y que era la misma persona que William Shakespeare.